# کیک تریس لچس
کیک تریس لچس (انگلیسی: Tres leches cake)نوعی کیک اسفنجی است—در برخی از دستورها کیک کره‌ای — آغشته به سه نوع شیر (خوراکی): شیر تغلیظ شده، شیرعسلی، و خامه.